# Повалчин
Повалчин (пол. Powałczyn, нім. Schönhöhe) — село в Польщі, у гміні Свентайно Щиценського повіту Вармінсько-Мазурського воєводства.
Населення — 60 осіб (2011).

## Демографія
Демографічна структура станом на 31 березня 2011 року:
|          | Загалом | Допрацездатний вік | Працездатний вік | Постпрацездатний вік |
| -------- | ------- | ------------------ | ---------------- | -------------------- |
| Чоловіки | 35      | 7                  | 24               | 4                    |
| Жінки    | 25      | 2                  | 17               | 6                    |
| Разом    | 60      | 9                  | 41               | 10                   |